# Люзень
Люзень — посёлок разъезда в Пермском крае России. Входит в Александровский муниципальный округ.

## География
Разъезд посёлок расположен примерно в 10 км к западу от рабочего посёлка Яйва и в 41 км к северо-западу от города Александровск. Остановочный пункт Люзень (перегон Березники-Сортировочные — Яйва, Свердловская железная дорога).

## История
С 2004 до 2019 гг. входил в Яйвинское городское поселение Александровского муниципального района.

## Население
| 2010 |
| ---- |
| 33   |

## Улицы[2]
- Железнодорожная ул.
- Зеленая ул.
- Лесная ул.
- Подстанционная ул.
- Привокзальная ул.
- Северная ул.
- Южная ул.
- Лесной пер.

## Топографические карты
- Лист карты O-40-31. Масштаб: 1 : 100 000. Состояние местности на 1982 год. Издание 1987 г.